# Mijovce
Mijovce (Servisch cyrillisch Мијовце) is een plaats in de Servische gemeente Vranje. De plaats telt 67 inwoners (2002).